# Берлінгейм (Канзас)
Берлінгейм (англ. Burlingame) — місто (англ. city) в США, в окрузі Осейдж штату Канзас. Населення — 971 особа (2020).

## Географія
Берлінгейм розташований за координатами 38°45′7″ пн. ш. 95°50′9″ зх. д. / 38.75194° пн. ш. 95.83583° зх. д. (38.751930, -95.835777).  За даними Бюро перепису населення США в 2010 році місто мало площу 2,30 км², з яких 2,30 км² — суходіл та 0,01 км² — водойми.

## Демографія
Згідно з переписом 2010 року, у місті мешкали 934 особи в 404 домогосподарствах у складі 250 родин. Густота населення становила 406 осіб/км².  Було 501 помешкання (218/км²).
Расовий склад населення:
| - 97,1 % — білих - 0,4 % — корінних американців - 0,1 % — чорних або афроамериканців |

До двох чи більше рас належало 1,8 %. Частка іспаномовних становила 1,1 % від усіх жителів.
За віковим діапазоном населення розподілялося таким чином: 27,7 % — особи молодші 18 років, 56,8 % — особи у віці 18—64 років, 15,5 % — особи у віці 65 років та старші. Медіана віку мешканця становила 36,9 року. На 100 осіб жіночої статі у місті припадало 89,5 чоловіків;  на 100 жінок у віці від 18 років та старших — 86,5 чоловіків також старших 18 років.
Середній дохід на одне домашнє господарство  становив 42 425 доларів США (медіана — 31 650), а середній дохід на одну сім'ю — 53 032 долари (медіана — 43 375). Медіана доходів становила 40 893 долари для чоловіків та 28 684 долари для жінок. За межею бідності перебувало 17,8 % осіб, у тому числі 17,3 % дітей у віці до 18 років та 7,6 % осіб у віці 65 років та старших.
Цивільне працевлаштоване населення становило 394 особи. Основні галузі зайнятості: освіта, охорона здоров'я та соціальна допомога — 28,4 %, будівництво — 12,4 %, публічна адміністрація — 11,9 %.